# یوسوکه چاجیما
یوسوکه چاجیما (انگلیسی: Yusuke Chajima؛ زادهٔ ۲۰ ژوئیهٔ ۱۹۹۱) بازیکن فوتبال اهل ژاپن است.
از باشگاه‌هایی که در آن بازی کرده‌است می‌توان به باشگاه فوتبال سانفریس هیروشیما اشاره کرد.